# Stricticomus tobias
Stricticomus tobias är en skalbaggsart som först beskrevs av Sylvain Auguste de Marseul 1879.  I den svenska databasen Dyntaxa används istället namnet Stricticollis tobias. Stricticomus tobias ingår i släktet Stricticomus och familjen kvickbaggar. Arten är reproducerande i Sverige. Inga underarter finns listade i Catalogue of Life.